# Rhett Butler
Rhett Butler je elegantan i poletan protagonist romana Zameo ih vjetar, autorice Margaret Mitchell. Roman ga predstavlja kao pragmatičara, koji je siguran da pobunjene države robovlasničkog američkog Juga ne mogu pobijediti u ratu protiv Sjevera. Usprkos tome, Rhett tijekom rata krijumčari robu na Jug koji je pomorskom blokadom odsječen od ostatka svijeta. Iako se kasnije otkriva da on sudjeluje u probijanju blokade samo radi novčane zarade, prilikom pada Atlante u ruke Sjevernjaka pridružuje se vojsci Konfederacije iako je i više nego očito da će rat uskoro završiti porazom Juga. U filmu Zameo ih vjetar iz 1939. glumio ga je Clark Gable dok ga je u televizijskoj seriji Scarlett iz 1994. glumio Timothy Dalton.